# Миланзи, Люк
Люк Бруно Миланзи (англ. Luke Bruno Milanzi; в некоторых источниках Люка Миланзи или Бруно Миланзи; 4 декабря 1994, Блантайр, Малави) — малавийский футболист, нападающий клуба «Тайгерс» (на правах аренды). Принадлежит клубу «ТП Мазембе». Выступал за юношескую сборную Малави до 17 лет, олимпийскую и национальную сборную Малави.

## Биография

### Клубная карьера
Люк вырос в бедной семье, в 12 лет его брата Бруно сбил автомобиль. Позже он попал в команду «Игл Страйкерс» из города Мзузу. Миланзи стал самым молодым игроком в «Игл Страйкерс». С 2009 года по 2011 год выступал за «ЭСКОМ Юнайтед». В 2011 году перешёл в конголезский «ТП Мазембе» из города Лубумбаши. В 2012 году на правах аренды играл за клуб «НАПСА Старз» из столицы Замбии, города Лусака, в 2013 году — за клуб «ЗЕСКО Юнайтед» из Ндолы. C 2014 по 2016 год играл за «МТЛ Уондерерс».

### Карьера в сборной
В юношеской сборной Малави до 17 лет дебютировал в 13 лет.
Участвовал на юношеском чемпионате Африки 2009 для игроков до 17 лет. В своей группе Малави заняло 2 место, уступив лишь Буркина-Фасо. В проигранном матче против Нигера (2:1), Миланзи забил гол на 65 минуте. В матче против Зимбабве (0:5) он также отличился, забив один из голов. В полуфинале Малави уступило Гамбии (4:0). В матче за 3 место его команда уступила Буркина-Фасо (2:3), Миланзи смог забить два мяча.
Главный тренер юношеской сборной Джон Капута также вызвал Люка на чемпионат мира среди юношеских команд 2009 в Нигерии. Миланзи отыграл все три групповых матча, также был капитаном Малави. Малави заняло последнее четвёртое место. В матче против Испании (1:4), Миланзи забил единственный гол сборной Малави на чемпионате. Миланзи поразил сетку ворот Ерая на 82 минуте игры.
В 2010 году дебютировал в национальной сборной Малави в товарищеском матче против сборной Зимбабве. 23 января 2011 года отметился голом в ворота сборной Лесото в предварительном раунде квалификации на Всеафриканские игры.
В 2015 году был вызван в сборную для подготовки к матчам первого раунда отборочного турнира чемпионата мира по футболу 2018 против сборной Танзании.